# Britta Oppelt
Pour les articles homonymes, voir Oppelt.
Britta Oppelt est une rameuse allemande, née le 5 juillet 1978 à Berlin-Est.

## Palmarès

### Jeux olympiques
- 2012, à Londres  Royaume-Uni
  -  Médaille d'argent en quatre de couple
- 2008, à Pékin  Chine
  -  Médaille de bronze en quatre de couple
- 2004, à Athènes  Grèce
  -  Médaille d'argent en deux de couple

### Championnats du monde
- 2013, à Chungju,  Corée du Sud
  -  Médaille d'or en quatre de couple
- 2011, à Bled,  Slovénie
  -  Médaille d'or en quatre de couple
- 2010 à Hamilton,  Nouvelle-Zélande
  -  Médaille de bronze en quatre de couple
- 2007 à Munich,  Allemagne
  -  Médaille d'argent en quatre de couple
- 2006 à Eton,  Royaume-Uni
  -  Médaille d'argent en deux de couple
- 2005 à Gifu,  Japon
  -  Médaille d'argent en quatre de couple
- 2003 à Milan,  Italie
  -  Médaille d'argent en quatre de couple

### Championnats d'Europe
- 2013 à Séville,  Espagne
  -  Médaille d'argent en quatre de couple
- 2010 à Montemor-o-Velho,  Portugal
  -  Médaille d'argent en quatre de couple